# Jardin d'agronomie tropicale de Paris
Le jardin d'agronomie tropicale René-Dumont est un espace vert de Paris, en France. Implanté à l'extrémité orientale du bois de Vincennes. Il occupe le site de l'ancien jardin d'essai colonial, créé à la fin du XIXe siècle pour accroître la production agricole dans les colonies françaises.

## Caractéristiques

### Généralités

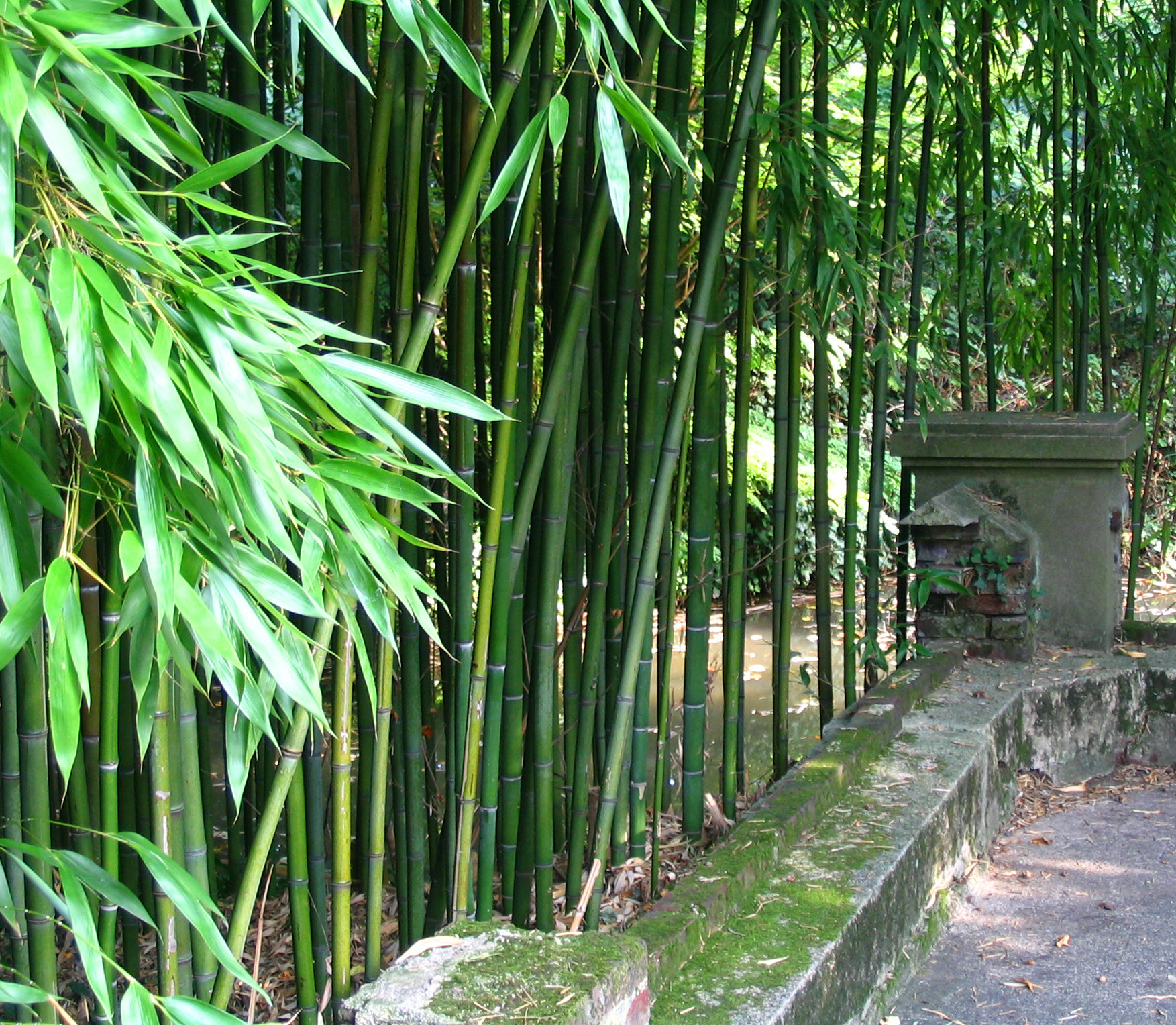
Vestiges de la bambouseraie du Jardin tropical de Paris, aménagée en 1907 (composée de bambous Phyllostachys viridiglaucescens).

Le jardin tropical est situé tout à l'est du bois de Vincennes, à la lisière de Nogent-sur-Marne, quasiment au point le plus oriental de Paris. L'unique accès se fait par le côté sud-est, sur l'avenue de la Belle-Gabrielle. La station de RER la plus proche est Nogent-sur-Marne (ligne A), 400 m au nord-est. La station de métro la plus proche est Château de Vincennes sur la ligne 1, distante de plus de 2,5 km au nord-ouest.
L'ensemble du jardin occupe environ 6,5 ha, dont 4,5 ha sont ouverts au public, le reste étant occupé par le Centre de coopération internationale en recherche agronomique pour le développement (CIRAD).
Il s'agit de l'un des espaces verts les plus grands du 12e arrondissement, après le bois de Vincennes en lui-même, le parc de Bercy et la coulée verte René-Dumont. Il se caractérise par une végétation naturelle, où seuls les édifices et les allées sont dégagés. La végétation y est essentiellement endémique à l'Île-de-France, seules quelques espèces tropicales (bambou, arbre à latex, kakis) subsistant. Le terrain est plat, et dans le nord du parc, un petit étang artificiel s'écoule par un ruisseau également artificiel, vers le nord.

### Édifices
L'espace du jardin est ponctué d'édifices, pavillons provenant pour la plupart de l'exposition coloniale de 1907 : la porte chinoise, le pont khmer, le pont tonkinois sont d'anciens éléments du village indochinois.

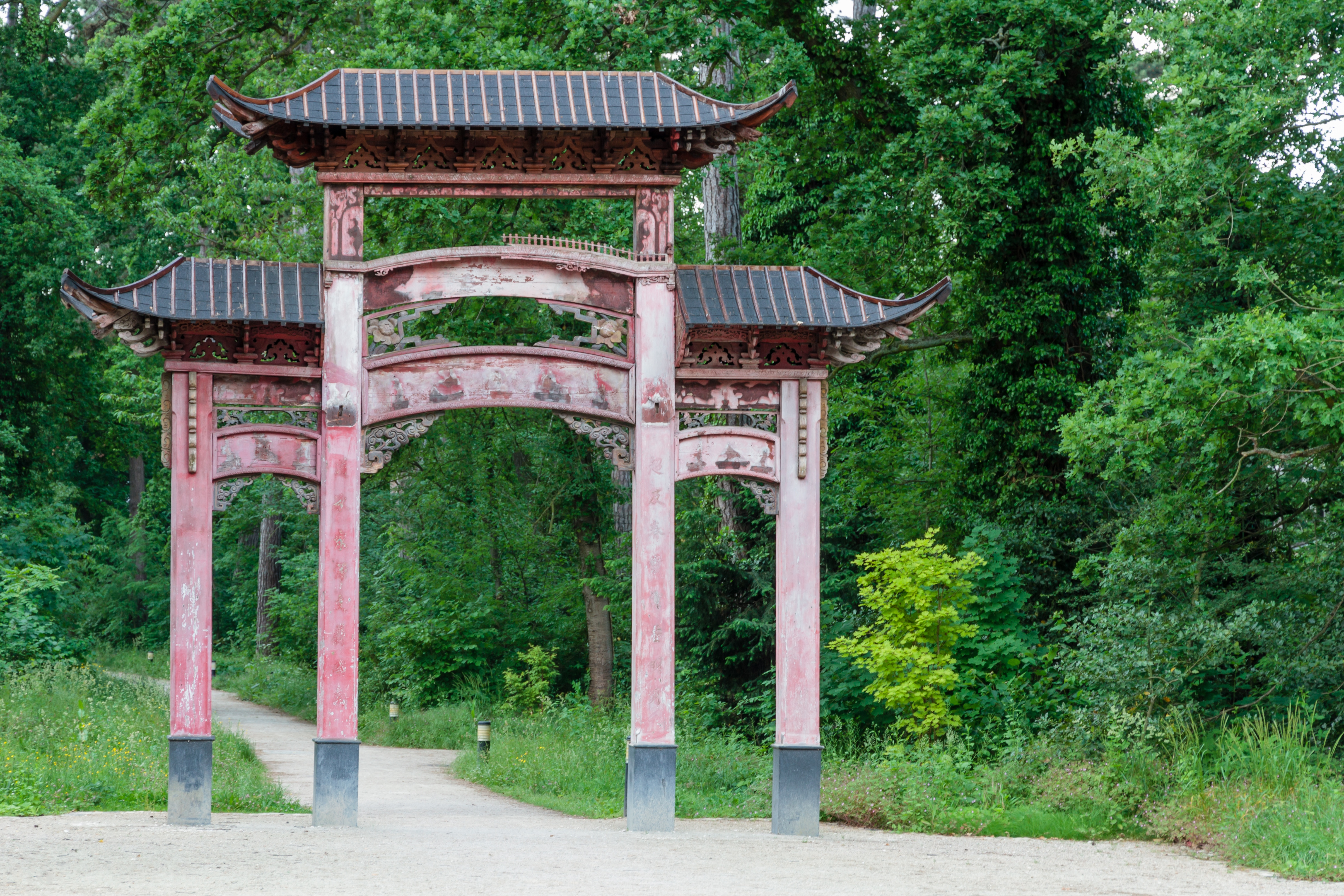
Porte chinoise.
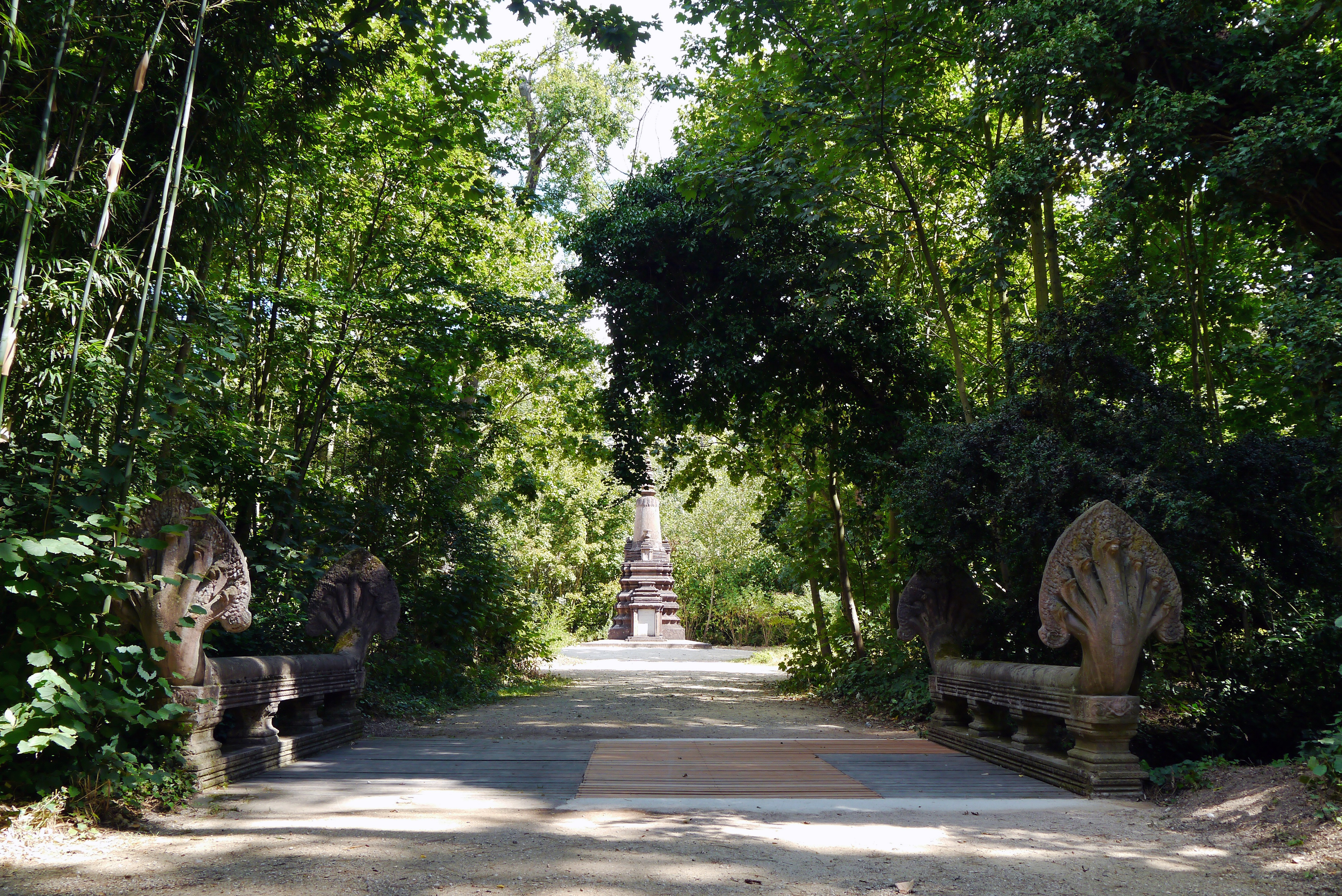
Pont khmer.
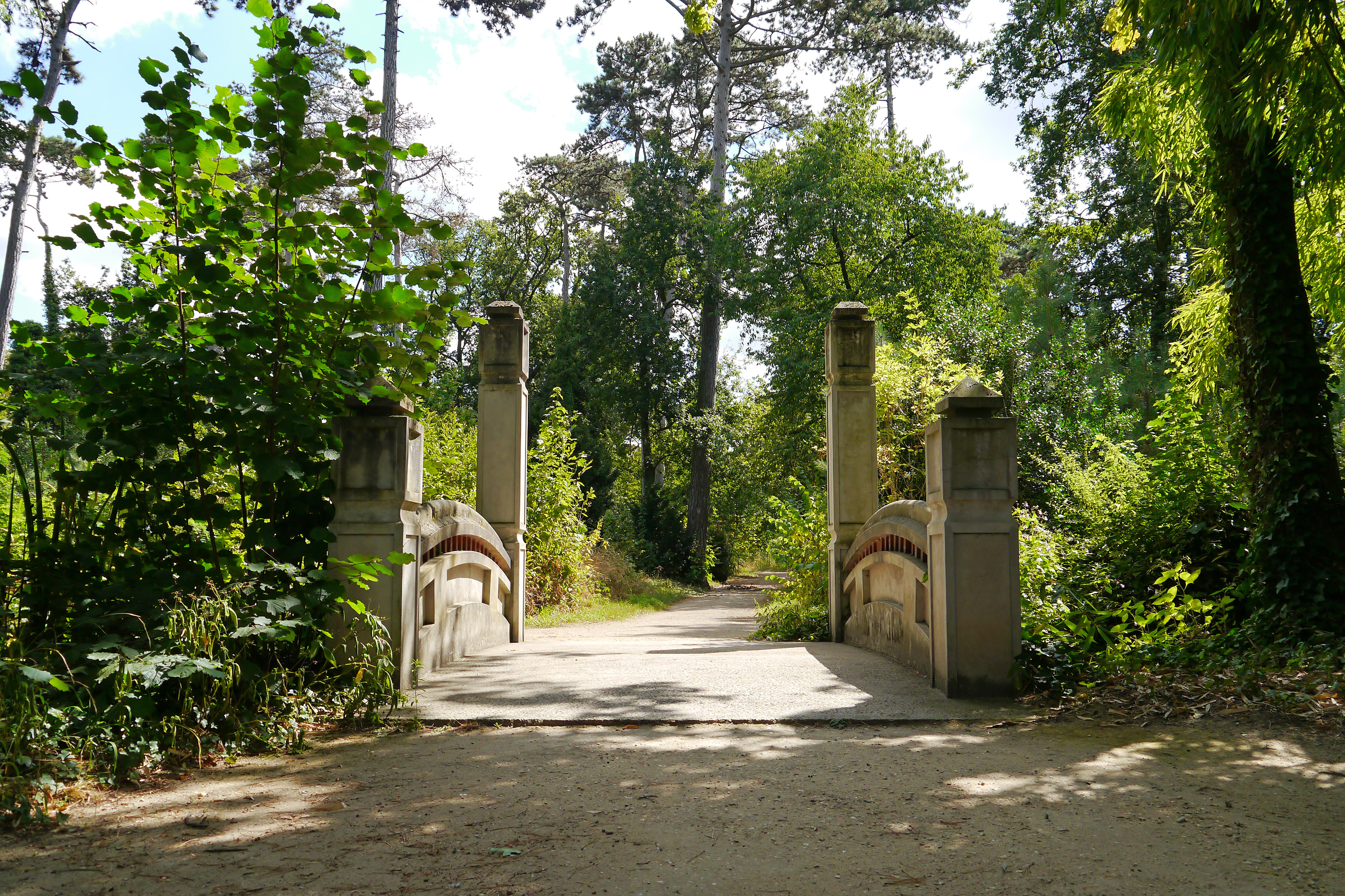
Pont tonkinois.

L'esplanade du Dinh est un espace rectangulaire comportant un portique en pierre d'inspiration vietnamienne, une urne funéraire en bronze reprenant les urnes impériales du palais de Hué et, légèrement en surplomb, le temple du souvenir indochinois.

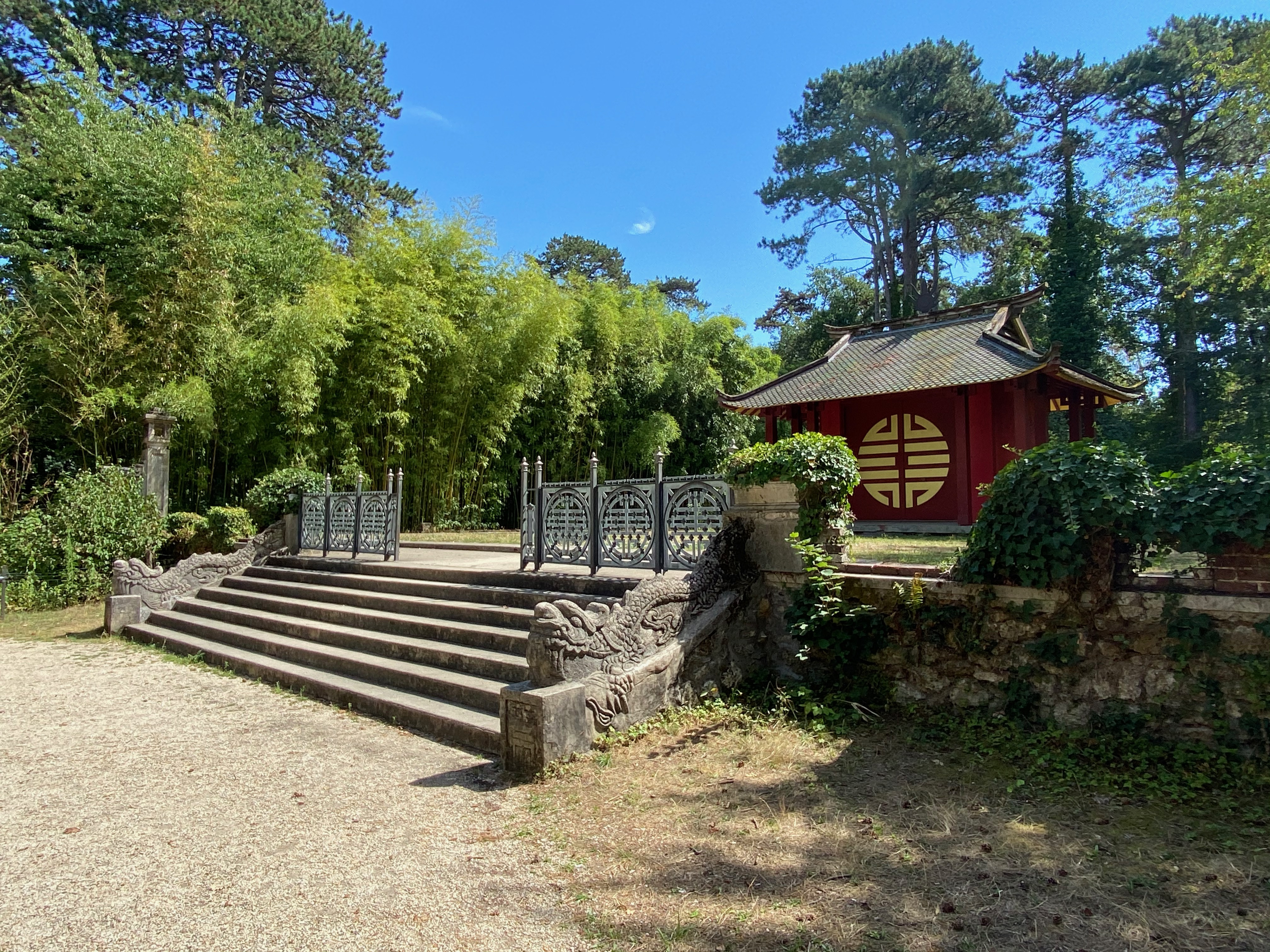
Temple du souvenir indochinois.
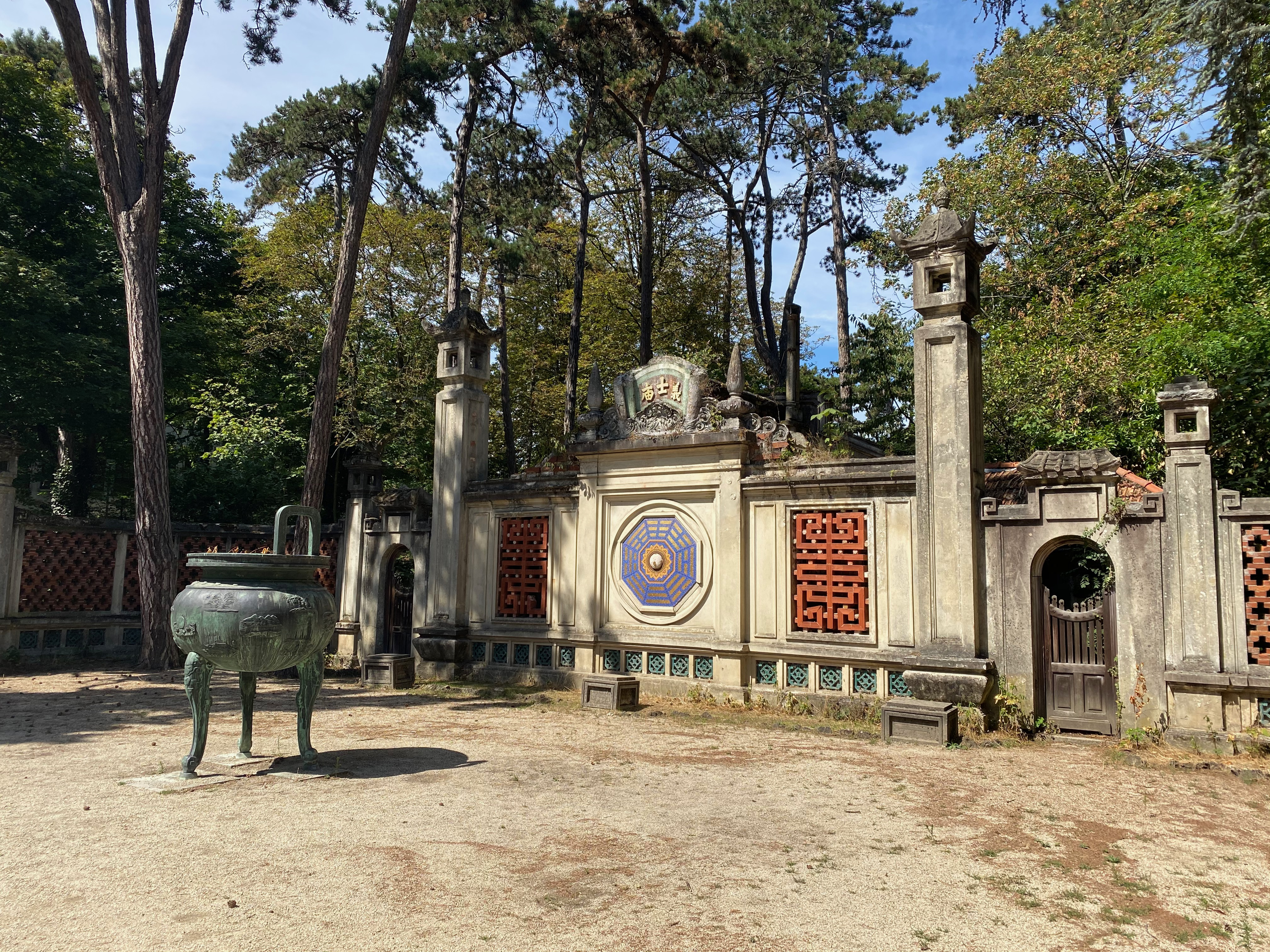
Esplanade du Dinh.
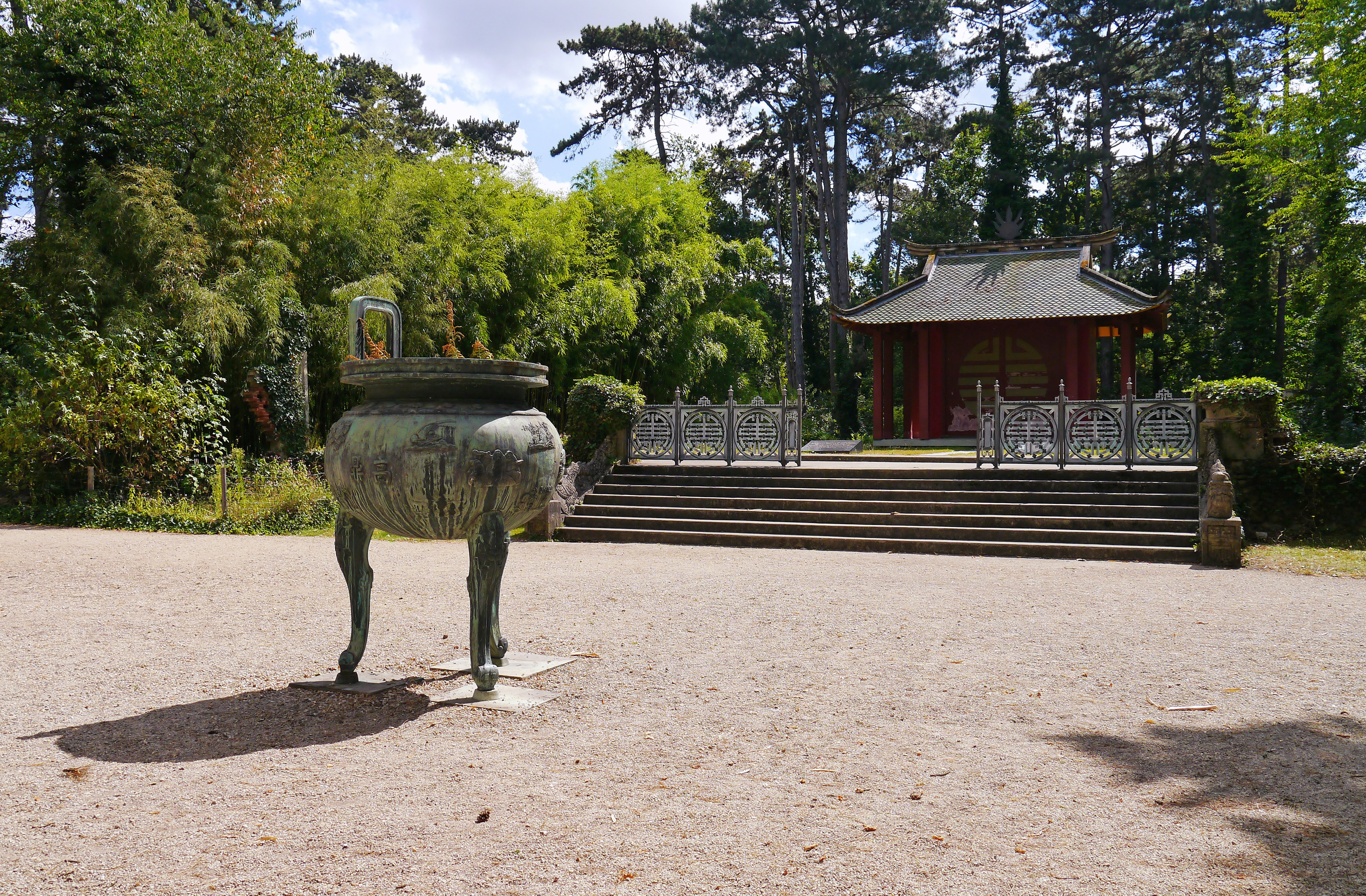
Urne.

Le pavillon du Congo a été détruit par un incendie et est aujourd'hui à l'état de ruine.
Le pavillon de La Réunion et le pavillon du Maroc sont également pour l'heure laissés à l'abandon.
Le pavillon de La Guyane, dit « pavillon J. A. Massibot », a été converti en 1925 en laboratoire génétique.

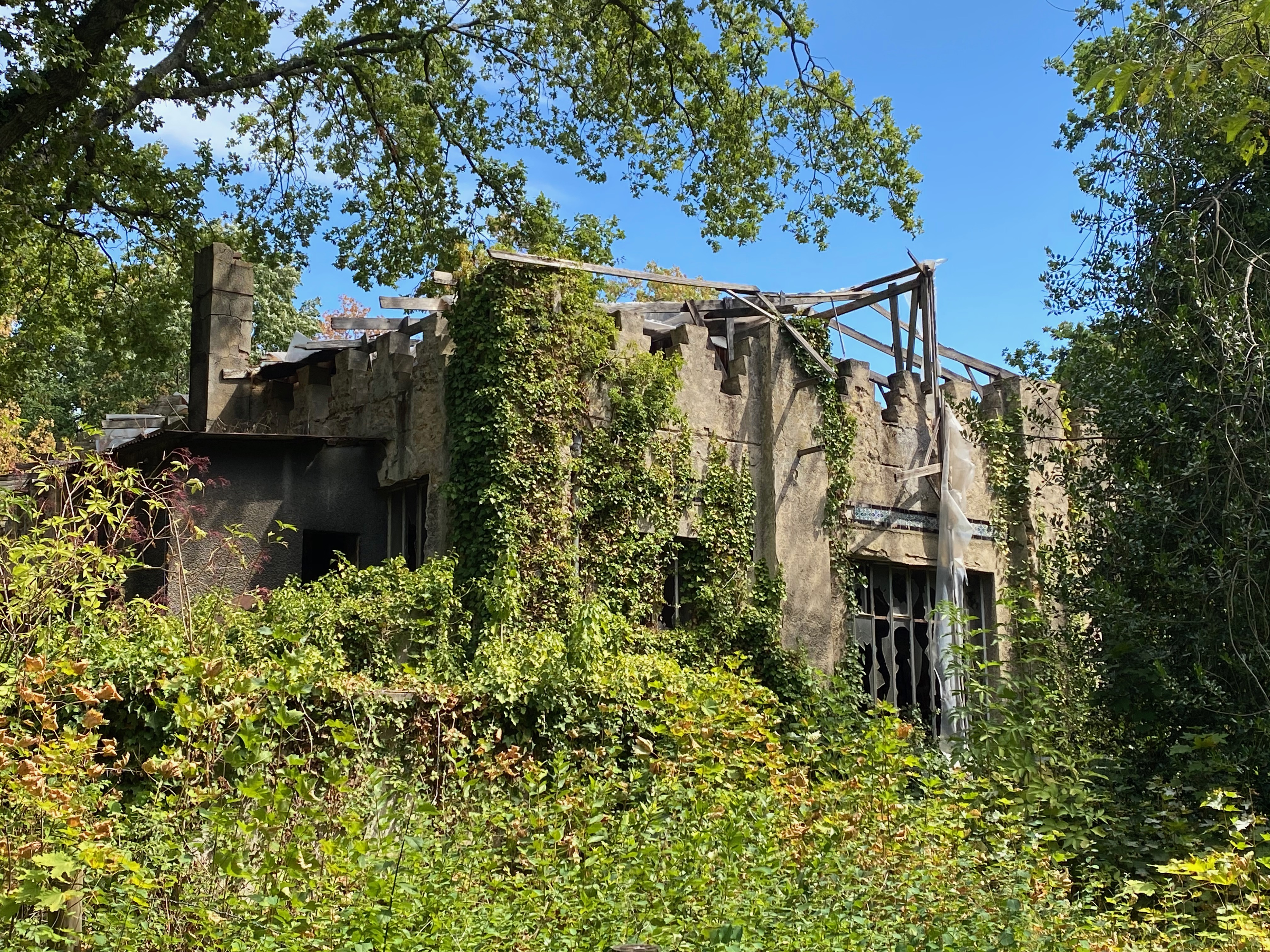
Pavillon du Maroc.
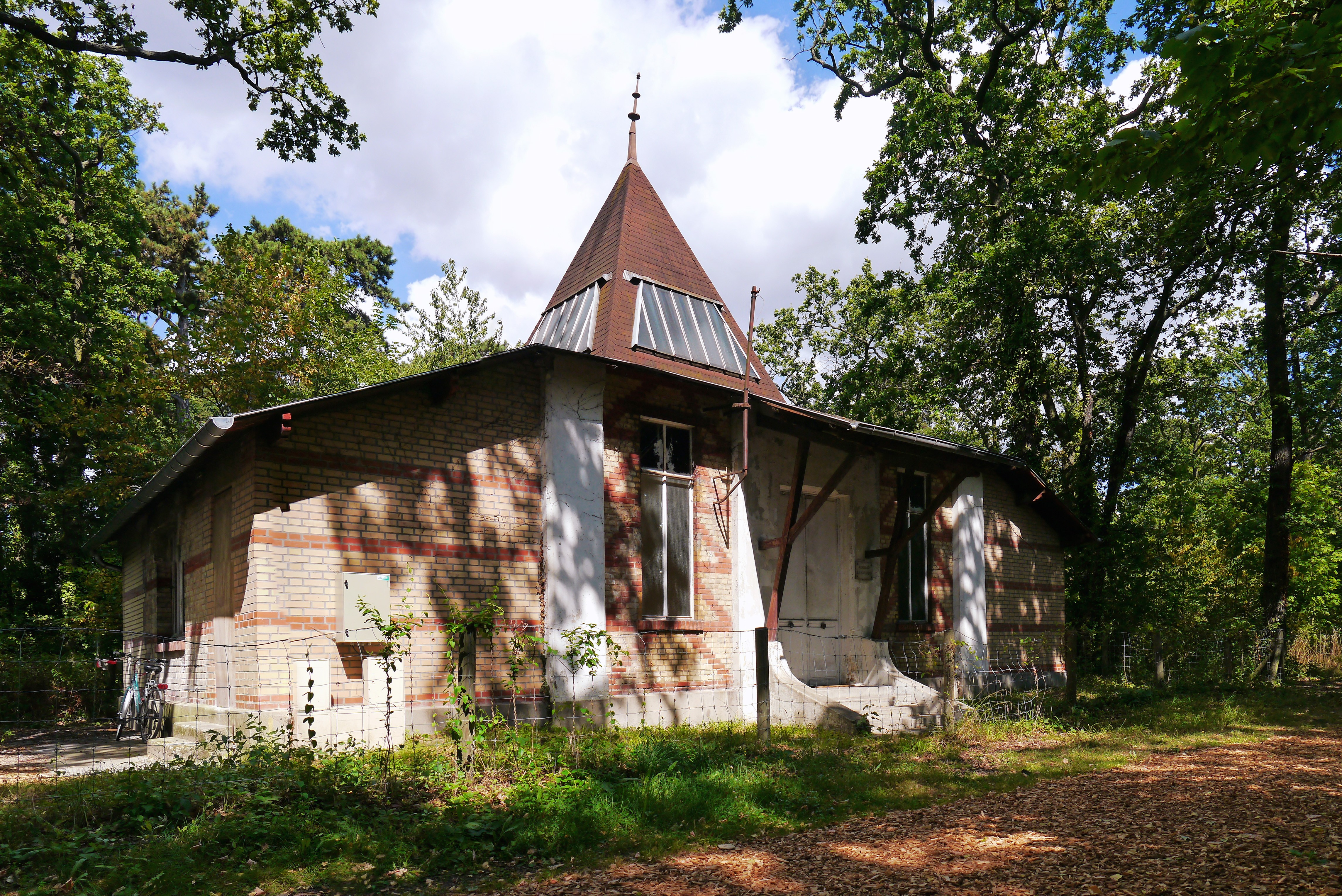
Pavillon de la Guyane.
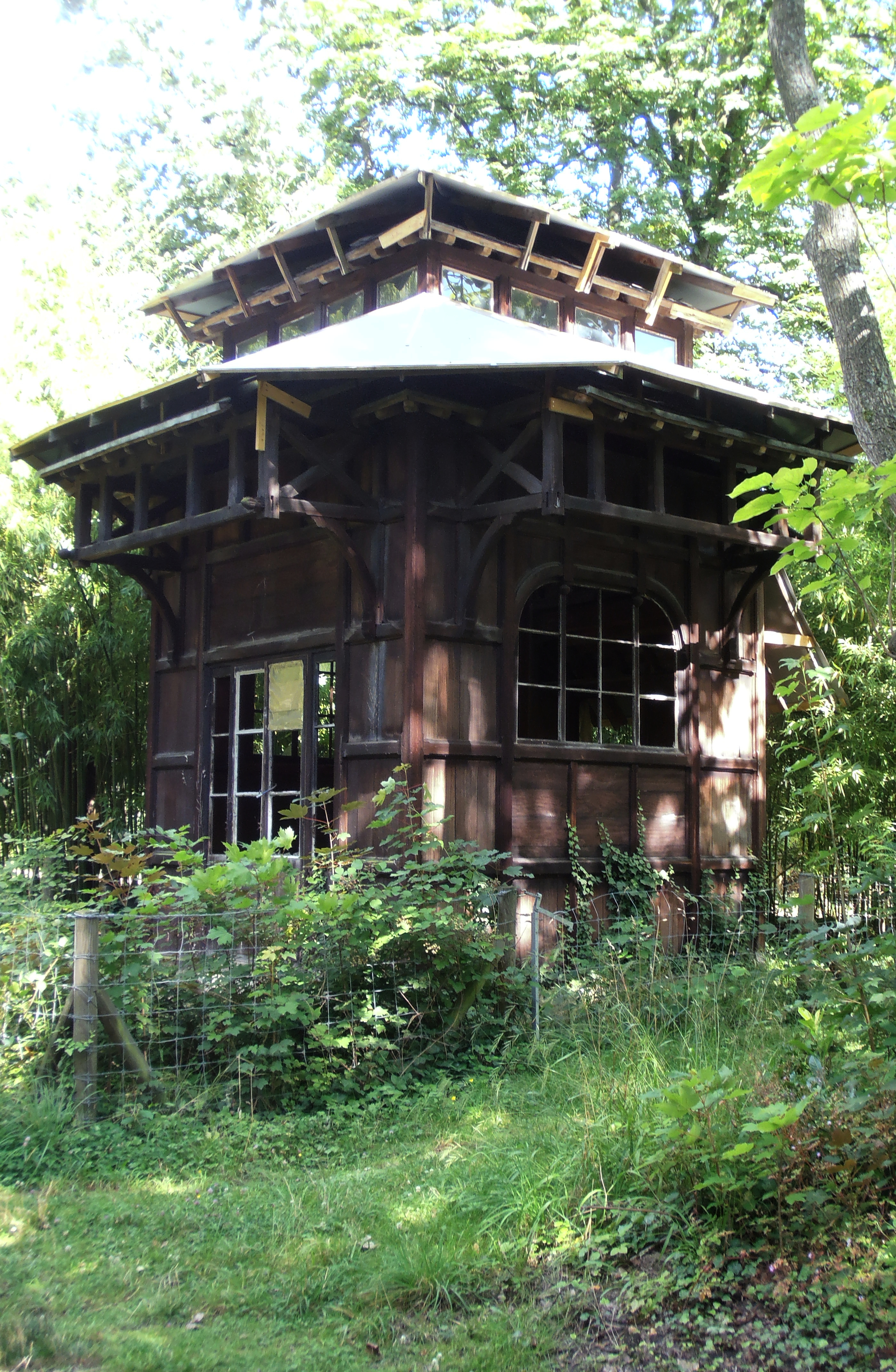
Pavillon de la Réunion.

L'angle sud-ouest du jardin est occupé par des serres, construites entre 1899 et 1972.
La toute petite serre du Dahomey est visible entre le pavillon de l'Indochine et le pavillon de la Tunisie, tous deux rénovés,.

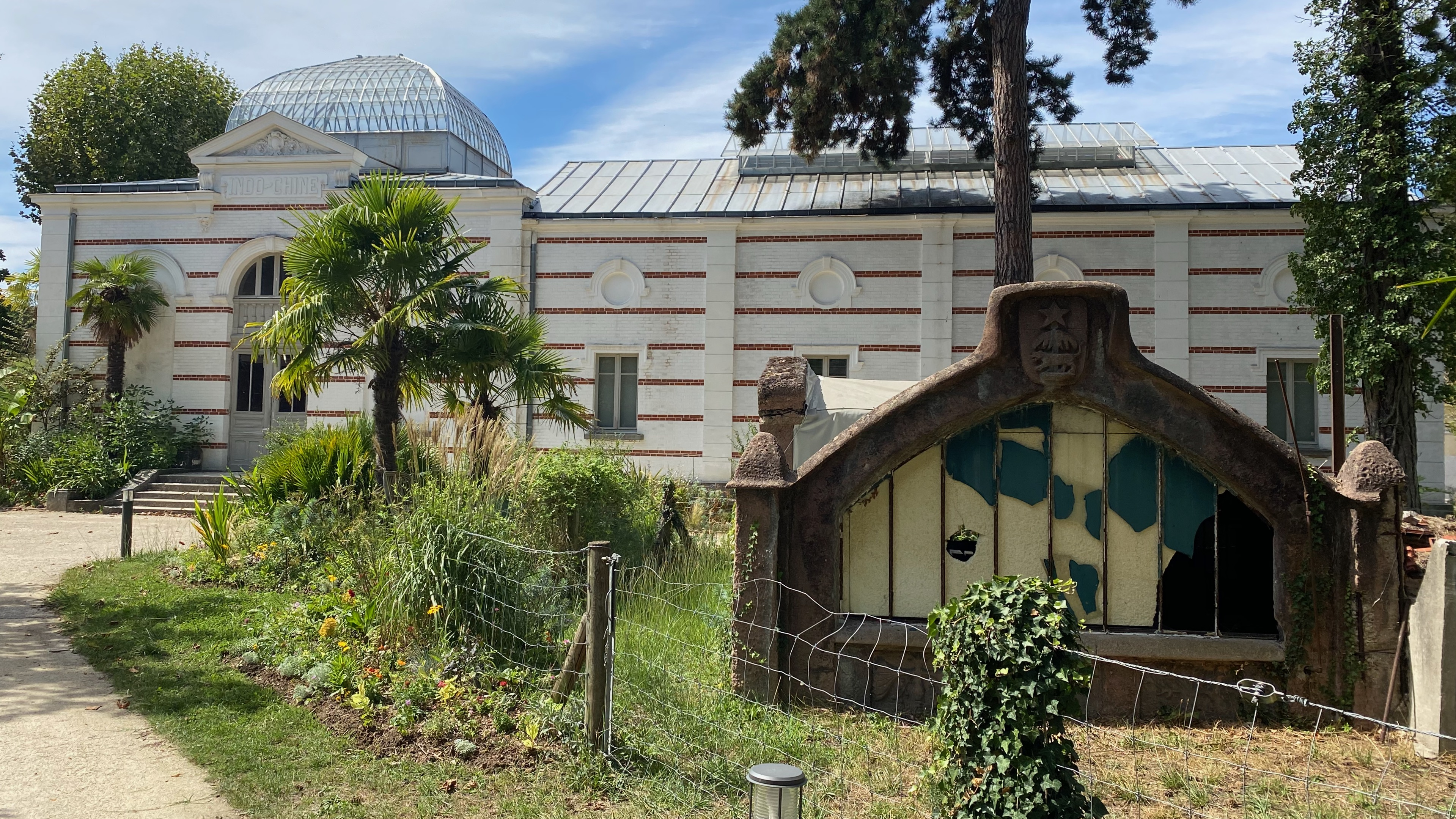
Serre du Dahomey et pavillon de l'Indochine.
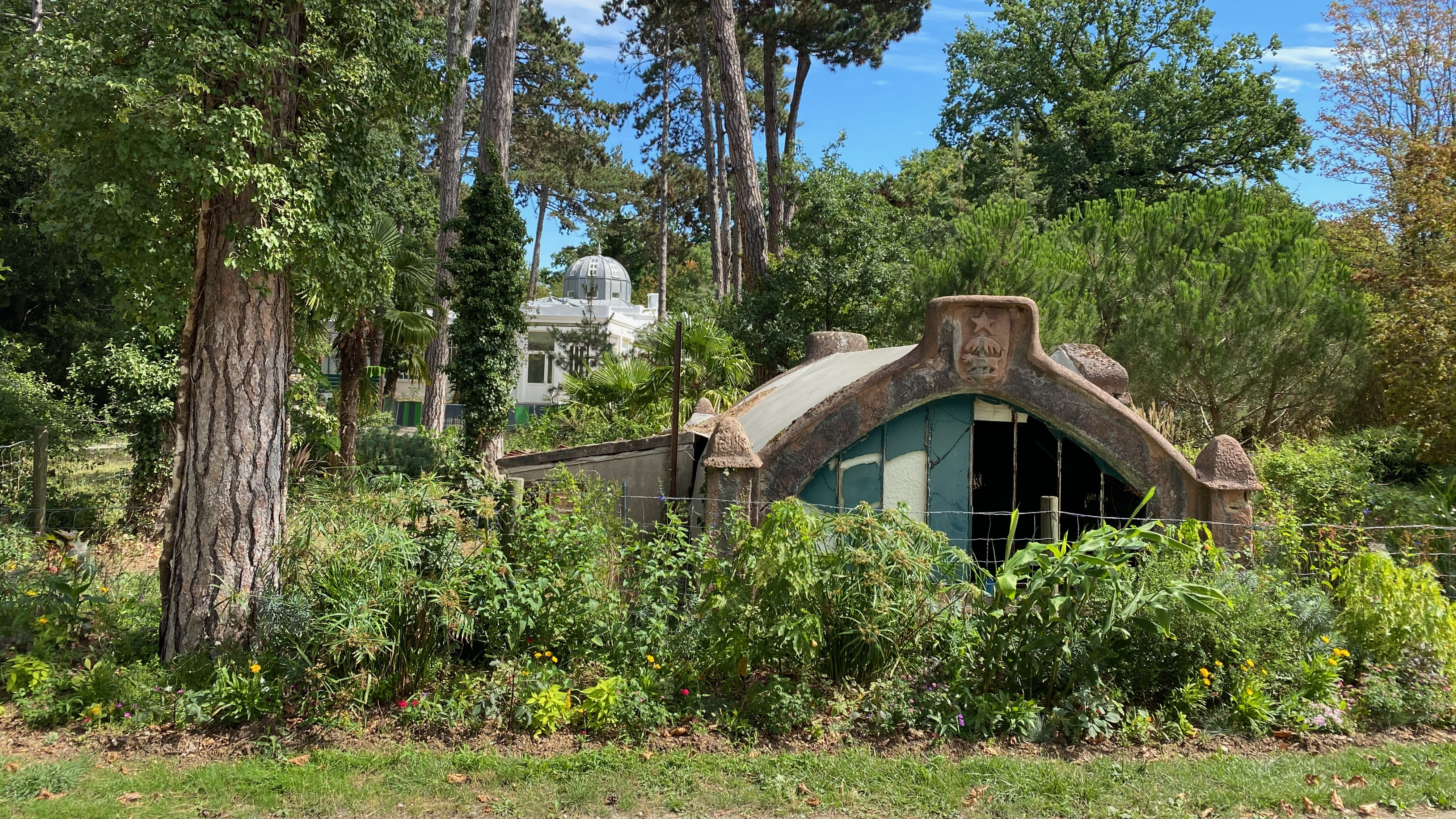
Serre du Dahomey et pavillon de la Tunisie.
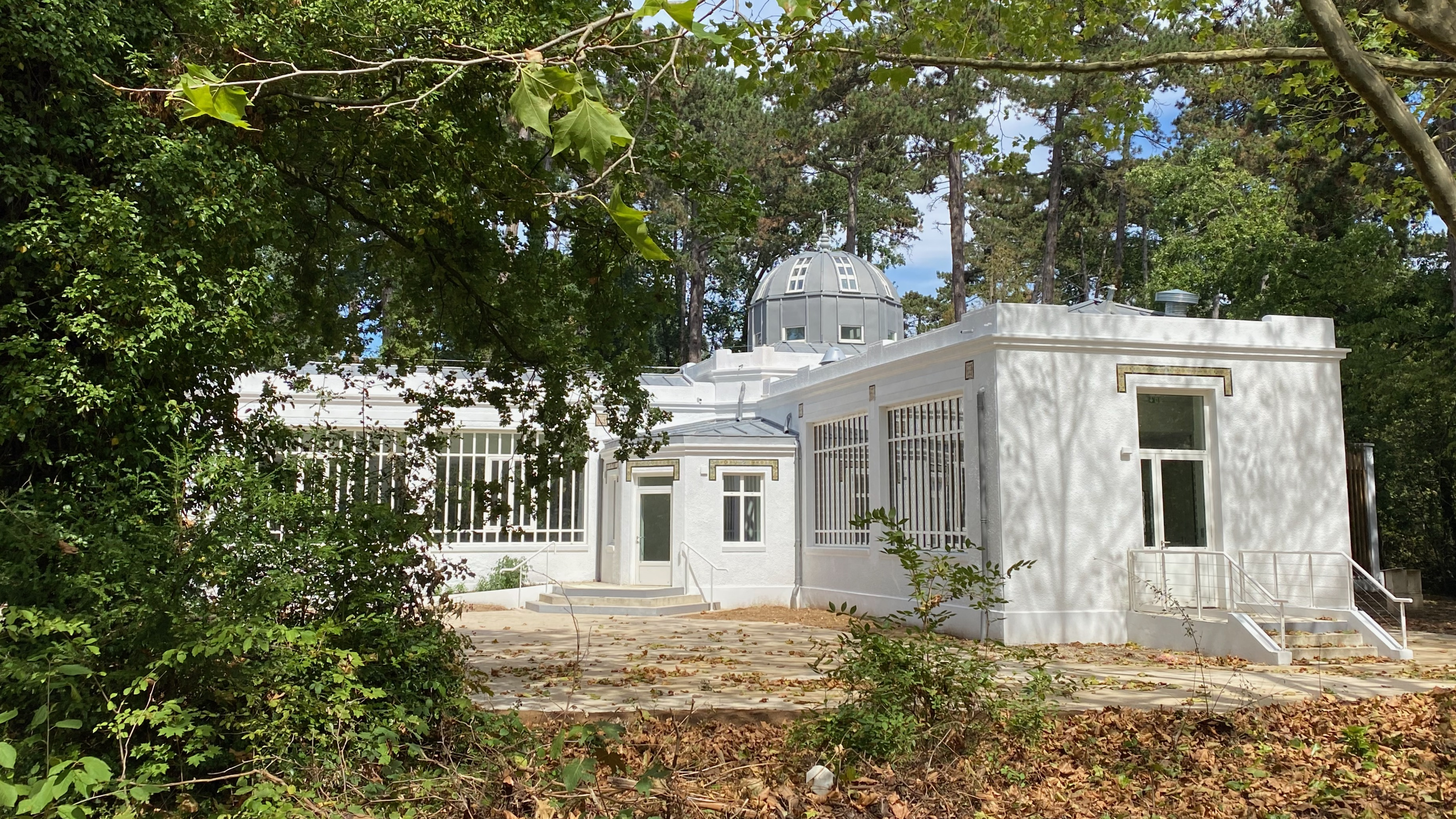
Pavillon de la Tunisie.

L'ouest du site est occupé par le Centre de coopération internationale en recherche agronomique pour le développement (CIRAD), institut spécialisé dans la recherche agronomique appliquée aux régions chaudes. Ces bâtiments, mieux préservés, sont consacrés à la recherche et à l'enseignement. Le site héberge plusieurs laboratoires de recherche dont le CIRED (Centre international de recherche sur l'environnement et le développement), le CEDIMES et l'IEDES.

### Monuments aux morts
Le jardin tropical compte également plusieurs monuments aux morts à la mémoire des soldats de France d'outre-mer tués pendant la Première Guerre mondiale :
- Monument au souvenir des soldats de Madagascar
- Monument aux Cambodgiens et Laotiens morts pour la France
- Monument aux Indochinois chrétiens morts pour la France
- Monument Aux Soldats noirs morts pour la France

Monuments
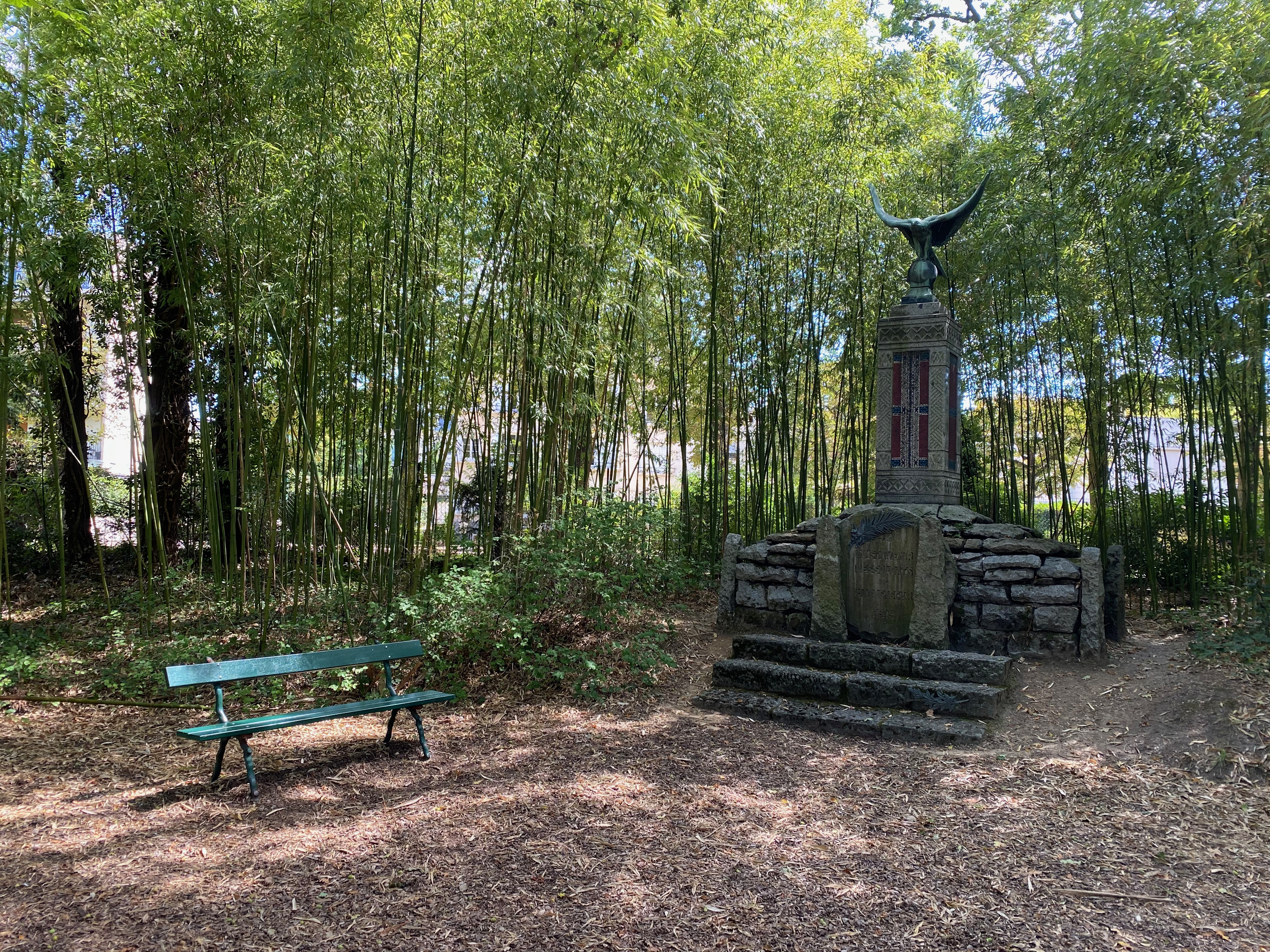
Au souvenir des soldats de Madagascar.
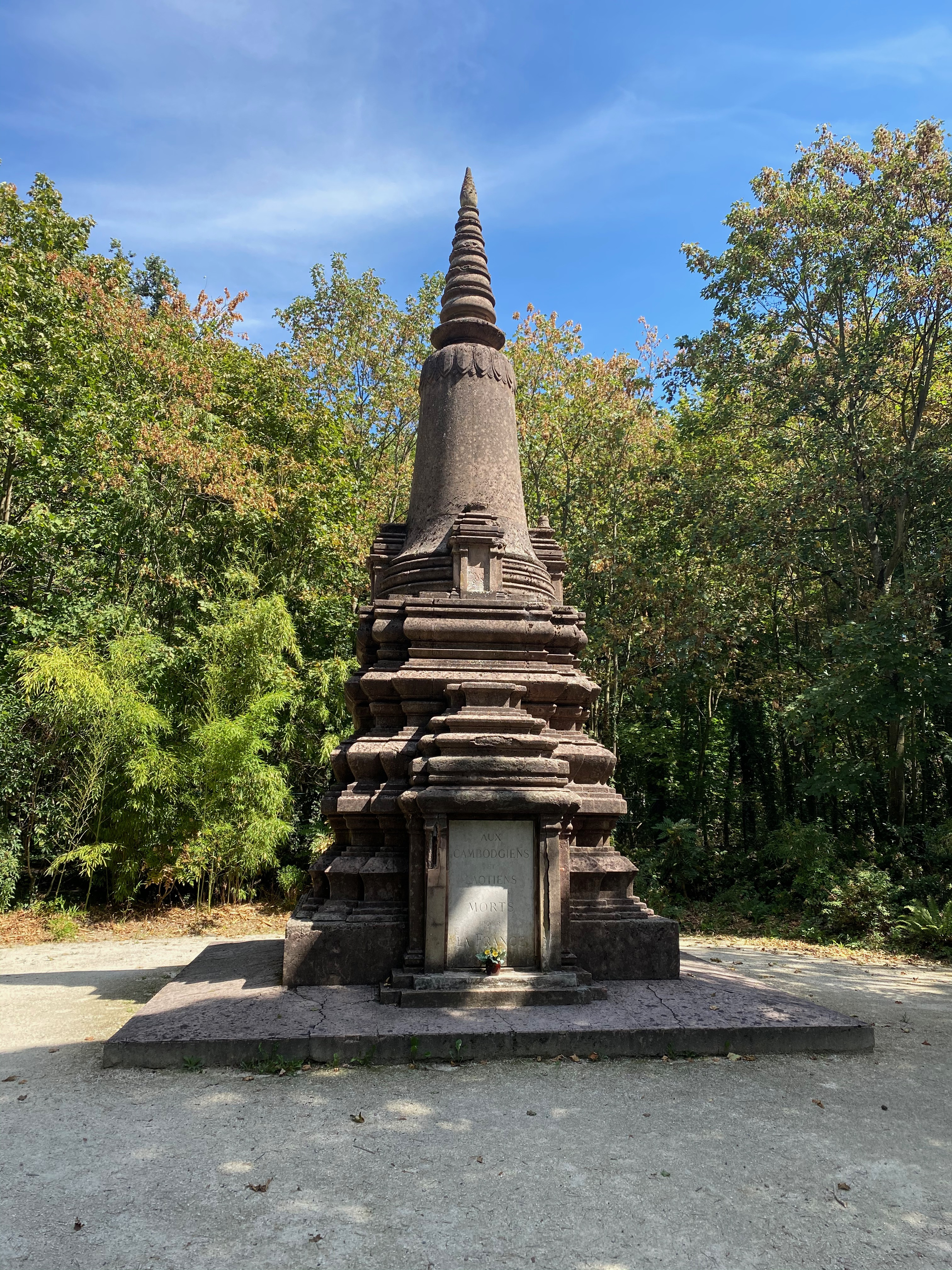
Aux Cambodgiens et Laotiens morts pour la France.
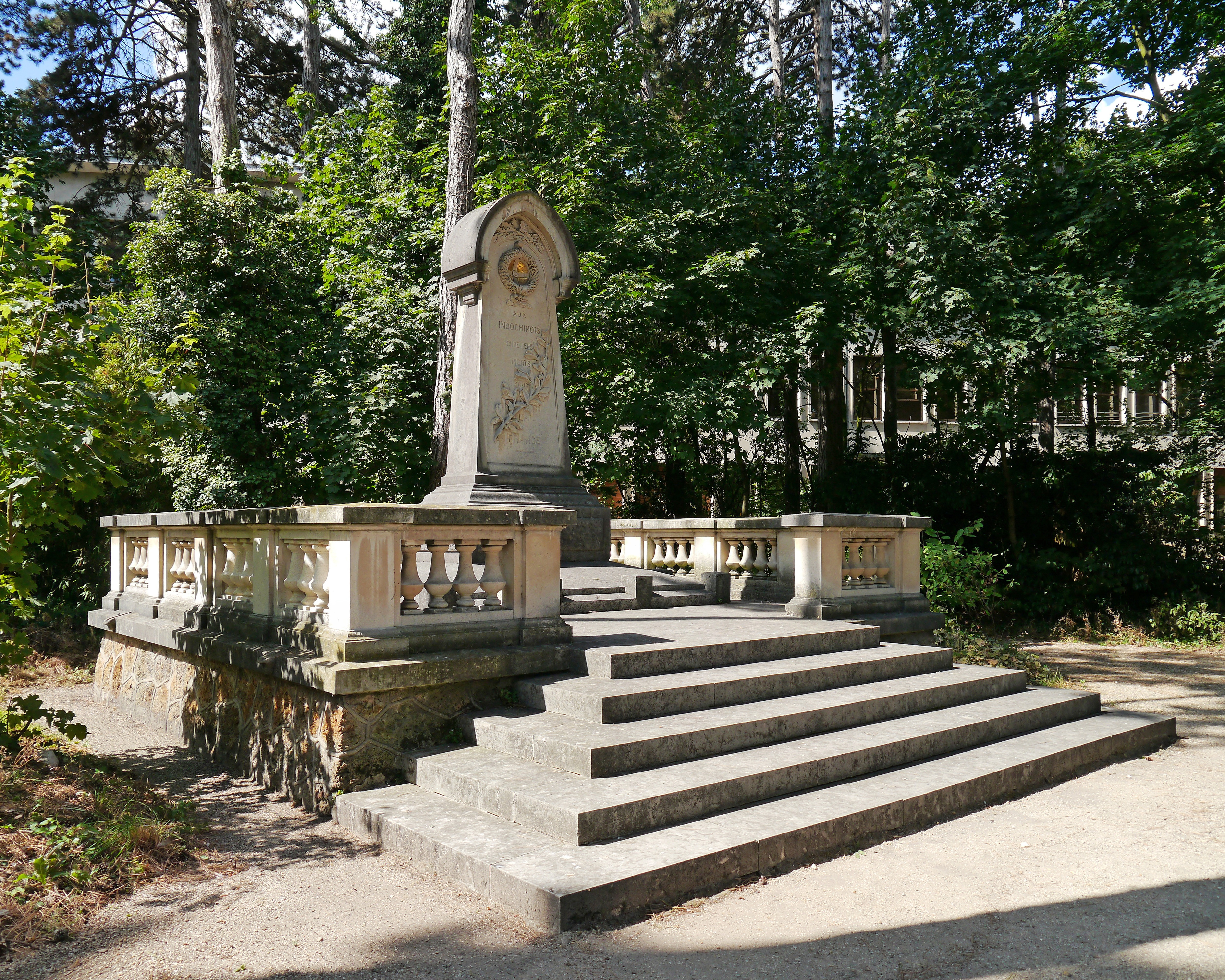
Aux Indochinois chrétiens morts pour le France.
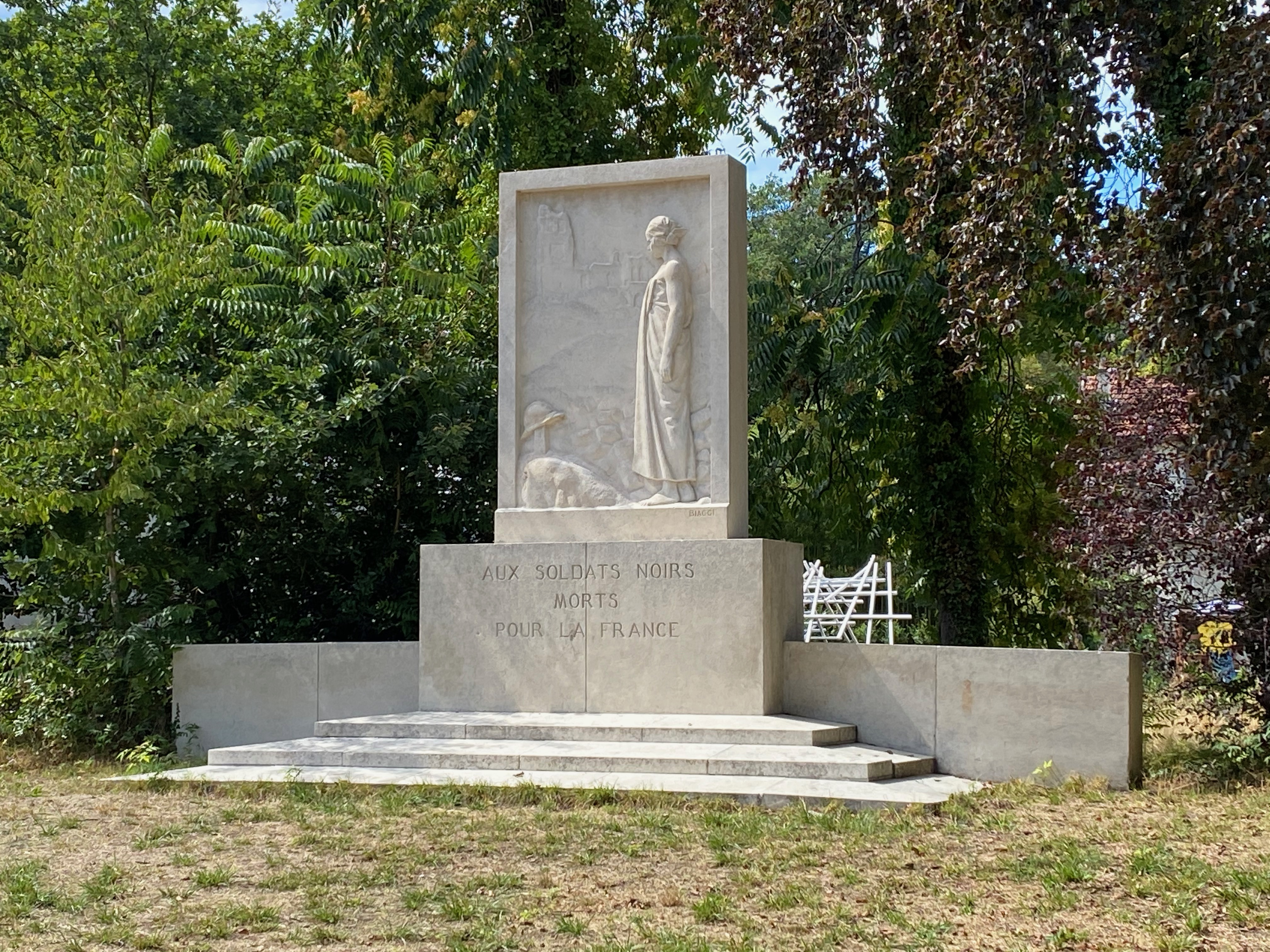
Aux Soldats noirs morts pour la France.

### Statues coloniales
Cinq statues, provenant du monument à la gloire de l'expansion coloniale française de Jean-Baptiste Belloc, sont entreposées à même le sol, sur la végétation, près de l'entrée,.

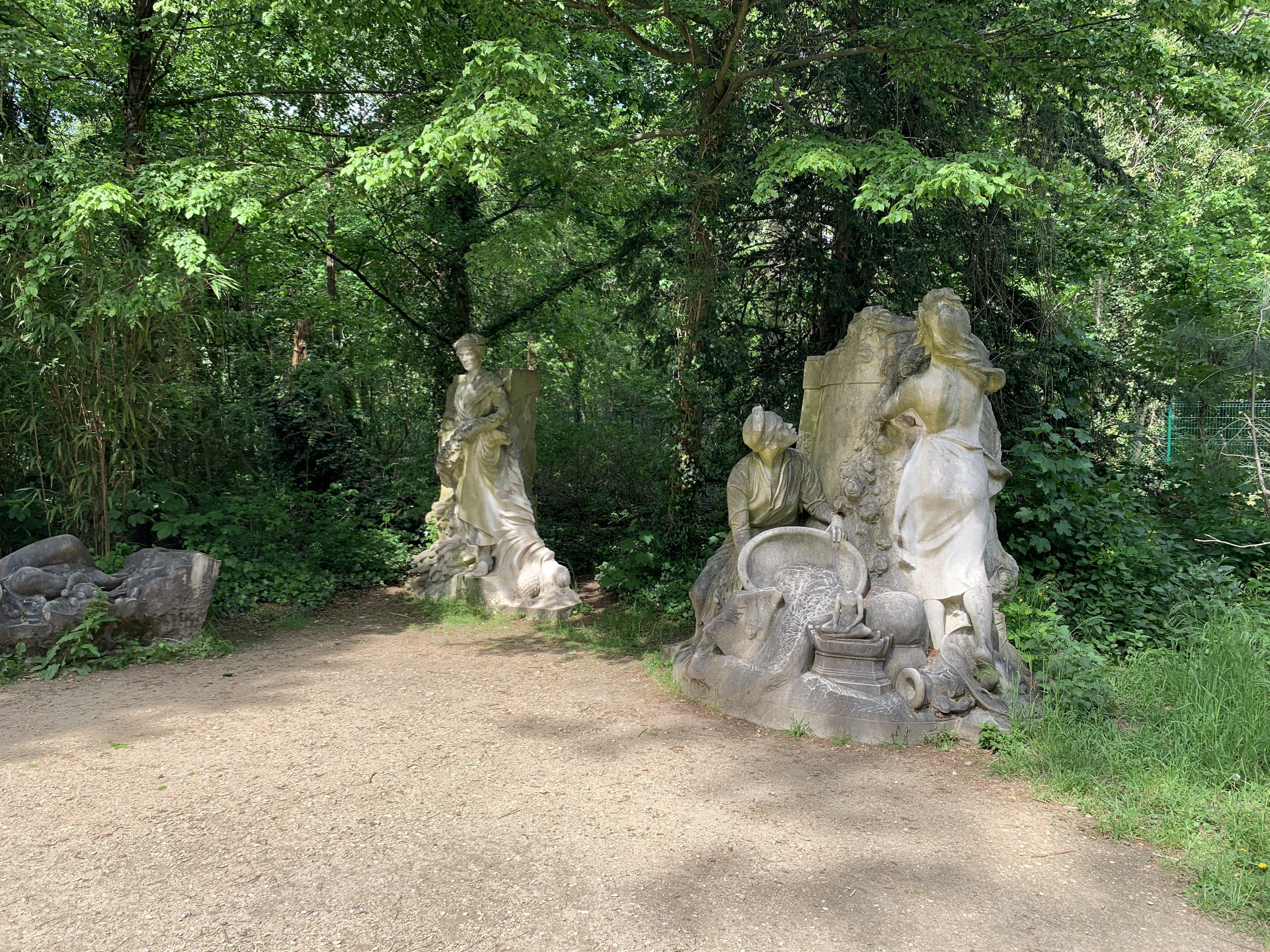
Fragments du monument à la gloire de l'expansion coloniale.

## Historique
En 1899, un jardin d'essai est créé sur le site par l'agronome et explorateur Jean Dybowski afin de coordonner les expériences agronomiques sur les plantes des colonies françaises : caféiers, bananiers, arbres à caoutchouc, cacaoyer, vanillier, etc.. Son but était d'accroître les productions des colonies afin d'améliorer l'approvisionnement de la France métropolitaine. Au cours des années qui ont suivi, les serres du jardin d'essai fournissaient annuellement 10 000 boutures et 40 000 graines, expédiées ensuite dans les colonies françaises d'outre-mer,.
Dès l'année de sa création et progressivement jusqu'en 1907, le Jardin d'agronomie tropicale hérite de nombreux monuments coloniaux ou d'inspiration coloniales exposés lors de différentes expositions universelles françaises : en 1900, le jardin récupère le « Kiosque de la Réunion » et la « Serre du Dahomey » en provenance de l'exposition du Trocadéro ; les industriels Meunier et Hamelle avaient offert des serres à cette occasion.
Le kiosque de la Réunion y avait servi de bar à dégustation, notamment de rhum. En 1907, installé au JAT, il servira de poste de secours puis, pendant la Première Guerre mondiale, de lieu de stockage.
À l'issue de l'exposition coloniale de 1906 au Grand Palais, le jardin hérite cette fois-ci du « Pavillon du Congo » (première provenance : exposition coloniale de Marseille de 1906), victime d'un incendie en 2004, de la « Maison cochinchinoise », maison de thé (Marseille), de la « Porte chinoise » (rénovée en 2011 à la suite de la tempête de 1999) et de la « Tour d'Annam » (disparue aujourd'hui).
La « Maison cochinchinoise » était la réplique d'une maison commune d'un village de la province du Thủ Dầu Một en Cochinchine ; elle devint officiellement le « Temple du souvenir indochinois » en 1920 ; il s'agissait d'affecter le monument au culte des indochinois, « dans la culture indochinoise, le bonheur des morts dans l'autre monde dépend du soin donné aux tombes et de la célébration du culte aux âmes disparues ». C'était un grand bâtiment magnifique tout en bois sculpté et ouvragé. Ce pavillon a brûlé en 1984 et un temple plus modeste nommé « Pavillon du Dinh », ou plus communément « Pagode », a été édifié à la place en 1992. Il est devenu malgré tout l'emblème du jardin.

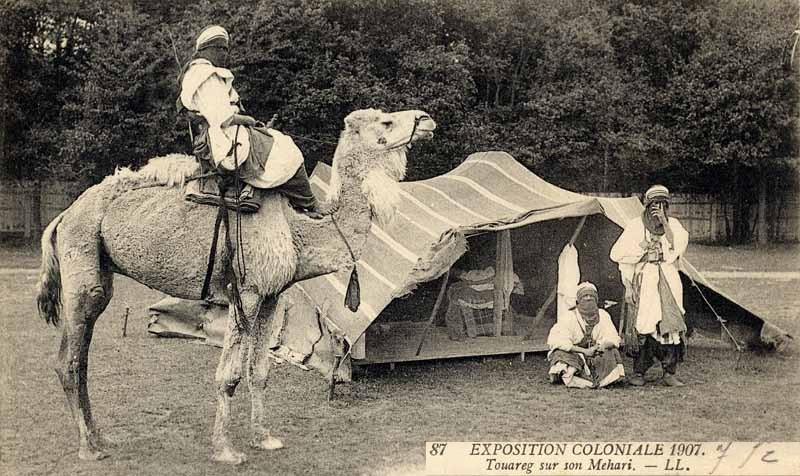
Campement touareg lors de l'exposition coloniale de 1907.

En 1907, une exposition coloniale y a été organisée par Société française de colonisation ; elle fut l'occasion de transformer le site en un jardin didactique qui regroupait en situation les possessions d'Asie et d'Afrique. Plusieurs pavillons ont été érigés (la serre du Dahomey et le pavillon de La Réunion ont été récupérés de l'exposition universelle de 1900, le pavillon du Congo provient de l'exposition coloniale de Marseille, qui avait eu lieu l'année précédente).
Six sites ont été reconstitués : les villages congolais, indochinois, kanak et malgache, la ferme soudanaise et le campement touareg. Ces installations furent construites avec leurs monuments, leurs productions mais aussi leurs habitants : des personnes étaient recrutées dans les colonies, transportées en France, installées dans ces décors, déguisées de costumes plus ou moins traditionnels et payées pour fournir un spectacle aux visiteurs (dans le campement touareg, par exemple, de prétendus rebelles nomades attaquaient le courrier).
L'exposition coloniale s'est tenue de mai à octobre 1907. Ce fut un succès : entre un et deux millions de personnes sont venues la visiter. Ces exhibitions et l'architecture des pavillons les abritant ont plus tard contribué à qualifier ce genre d'exposition de zoo humain. De l'exposition de 1907 subsistent les pavillons Indochine (restauré en 2011), Maroc (en très mauvais état), Guyane et Tunisie. Ce dernier, dont la rénovation s'est achevée en 2020, accueille aujourd'hui un restaurant. Pendant la Première Guerre mondiale, les pavillons servent d'hôpital pour les troupes coloniales françaises et la première mosquée de France métropolitaine est érigée sur place (détruite lors de la construction de la grande mosquée de Paris). En 1931 avait eu lieu la dernière grande exposition coloniale, autour du lac Dausmenil. Le musée des Colonies avait été érigé pour l'occasion, aujourd'hui Palais de la Porte dorée - musée de l'Immigration.
Pendant la Première Guerre mondiale, le site a servi d'hôpital pour les troupes coloniales. Un hôpital colonial est installé au jardin colonial. La mosquée du bois de Vincennes est inaugurée le 14 avril 1916. C'est la première mosquée en France métropolitaine. Après la guerre, elle est remplacée par la grande mosquée de Paris.
Les soldats coloniaux décédés sont inhumés notamment dans les cimetières parisiens de Bagneux, Pantin et Ivry-sur-Seine et ainsi qu'au cimetière de Nogent-sur-Marne. Dans ce dernier site, une kouba est inaugurée le 16 juillet 1919, démolie en 1982 puis reconstruite en 2013.
Le jardin colonial a été également le lieu choisi pour l'érection de monuments à la mémoire des soldats des colonies morts pour la France pendant la Première Guerre mondiale. Après la guerre, en 1921, le jardin colonial et l’école d’agriculture fusionnent pour devenir l’Institut d’agronomie coloniale (INAC). C’est l’INAC qui se voit confier l’organisation de la section de synthèse des produits coloniaux du musée permanent des colonies pour l’exposition coloniale internationale de Paris-Vincennes en 1931.
Le site accueille ensuite plusieurs institutions : l'Institut d'agronomie coloniale en 1921, l'École d'agronomie tropicale. L'usage du jardin a ensuite été affecté au Centre technique forestier tropical en 1949 et, en 1960, l'Institut de recherches agronomiques tropicales. De nombreux bâtiments subsistant témoignent de cette période, comme la termitière, les serres ou l'entrepôt de stockage des bois tropicaux. Le centre technique a déménagé à Montpellier en 1976. Le CIRAD est resté l'occupant du jardin jusqu'en 1995.

### Le site aujourd'hui

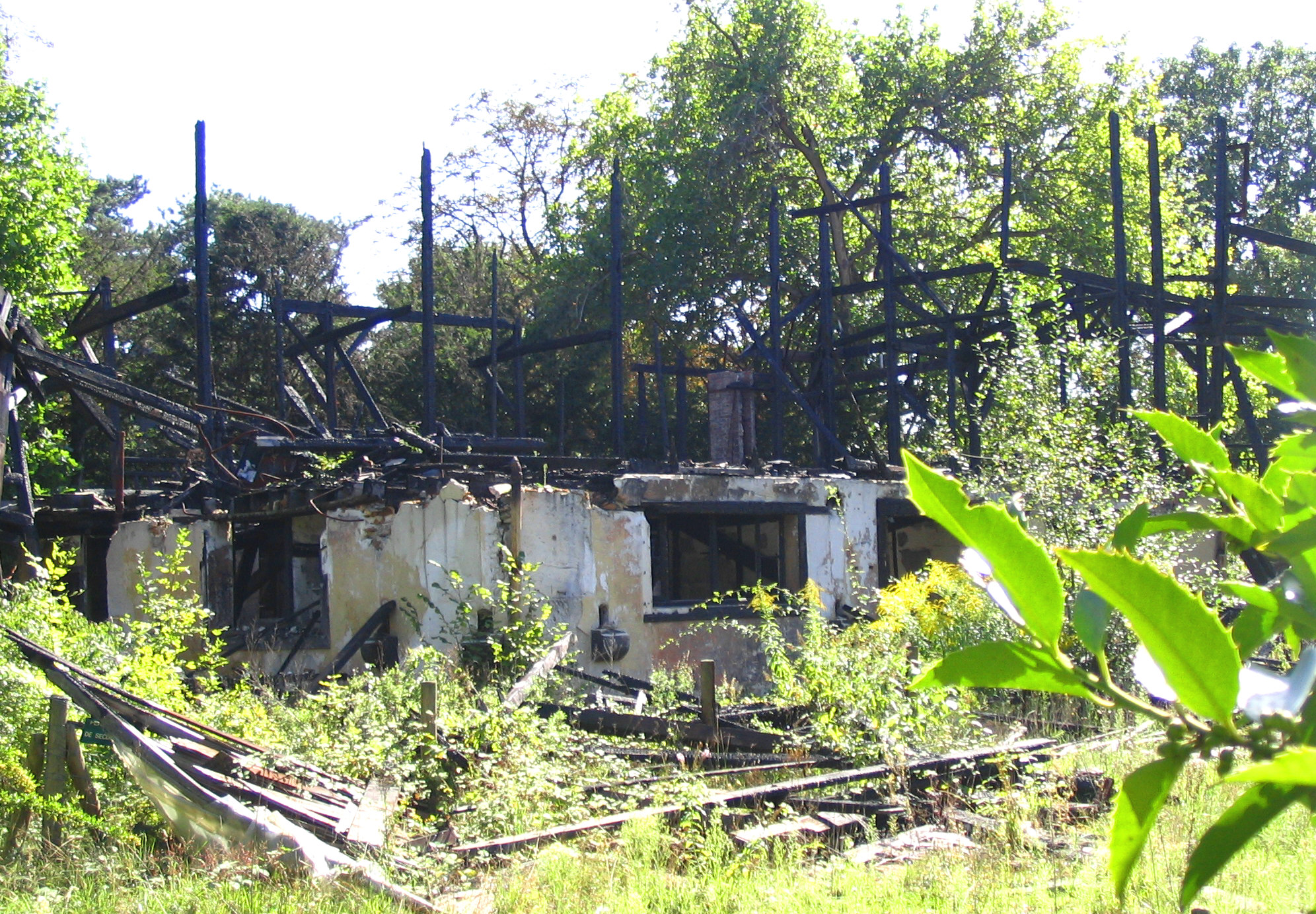
Ruines du pavillon du Congo, détruit par un incendie criminel en 2004.

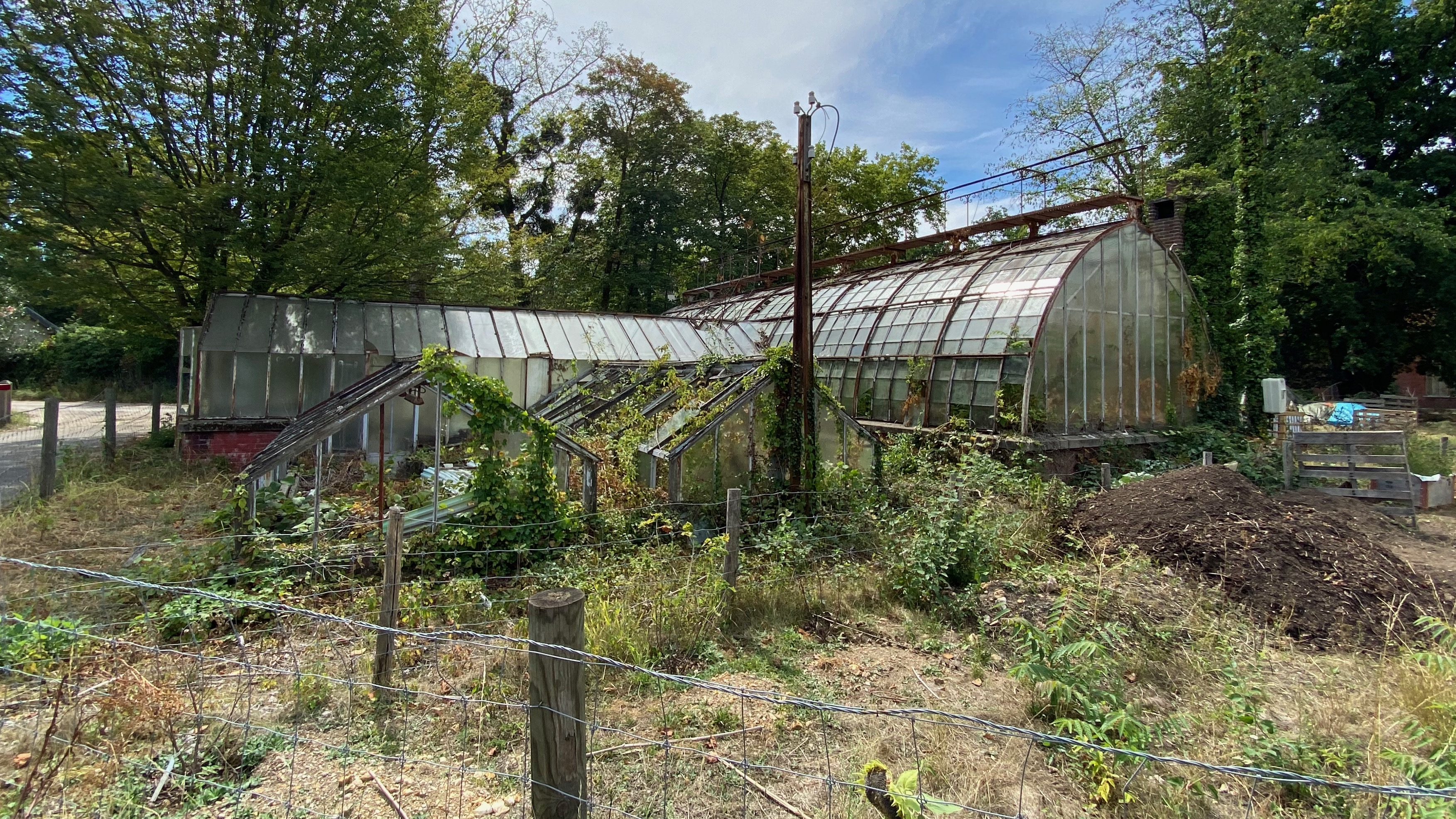
Serres abandonnées.

Le site a été classé comme le reste du bois de Vincennes[réf. nécessaire] le 22 novembre 1960. Le temple indochinois a été inscrit au titre des monuments historiques le 7 mai 1965. Les autres pavillons, les éléments architecturaux et les monuments aux morts le furent le 1er juin 1994.
Durant les années de la décolonisation, le jardin se trouve dans un abandon relatif, mais progressivement des institutions liées à l'aide au développement s'y installent. Les édifices sont laissés à l'abandon et se dégradent. La végétation exotique a presque intégralement disparu. Le temple du souvenir indochinois a été cambriolé et incendié en 1984 ; il fut reconstruit sur un modèle beaucoup plus petit en 1992. Le pavillon du Congo a entièrement brûlé en 2004.
La ville de Paris acquiert le site en 2003. L'accès au public est rétabli en 2006. Le pavillon de l'Indochine est réhabilité en 2011 et le pavillon de la Tunisie en 2019 et 2020 pour accueillir un espace de restauration pour les étudiants et professeurs du CIRAD.
On le nomme Jardin d'agronomie tropicale René-Dumont, l'un des pères de l'écologie moderne, ce dernier ayant été élève à l'Institut national d'agronomie coloniale. Aujourd'hui, sous la bannière de la Cité du développement durable, s'y regroupent notamment le Cirad, le Cired, le Gret, AVSF, Econovia, Kinomé, AFD, Johann le Guillerm, V'Ile fertile, le Festival Chant de la terre, Lcb, Onf international, Sorbonne Université etc, et devient une pépinière d'institutions, d'entreprises et d'associations liées au développement durable et à l'aide internationale, à la culture, à la production locale et de proximité, etc.

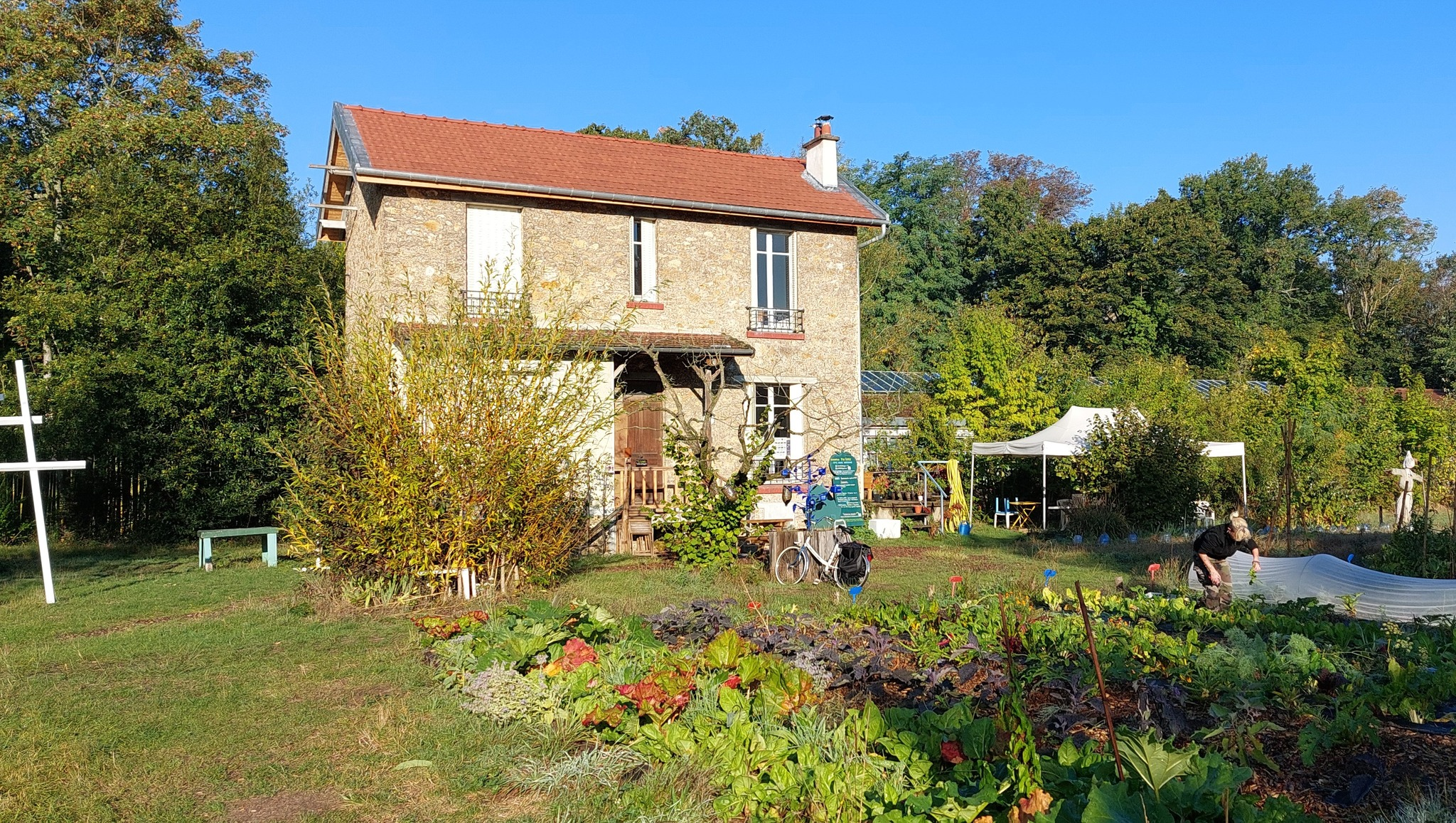
La ferme urbaine participative V'île Fertile.